# Domenico Nordio
Domenico Nordio (21 de março de 1971) é um violinista italiano. Apresentou-se nas principais salas de concerto do mundo, como o Carnegie Hall em Nova York, Salle Pleyel em Paris, Teatro alla Scala em Milão, Barbican Centre em Londres e Suntory Hall em Tóquio, com orquestras de renome como a London Symphony, a National de France, Orquestra Nazionale della RAI, Orquestra Filarmônica Borusan de Istambul, SWR Sinfonieorchester Stuttgart, Sinfonia do Estado de Moscou, entre outras. Entre os maestros com os quais trabalhou estão Peter Maag, Isaac Karabtchevsky, Pinchas Steinberg, Claus Peter Flor, Jean Claude Casadesus, Yehudi Menuhin.
Aluno de Corrado Romano e Michèle Auclair, ex-menino prodígio (deu seu primeiro recital com dez anos de idade), ganhou, aos dezesseis anos, o Concurso Internacional Viotti em Vercelli com Yehudi Menuhin como Presidente do Júri. A partir de então, firmou-se vencendo diversos concursos do mundo como o Eurovision Grand Prix  de Amsterdã, obtido em 1988, que o lançou à carreira internacional. Nordio está gravando exclusivamente para a Sony Classical.

## Discografia recente
- Mozart, Concertos para violino (Velut Luna)
- Mendelssohn, Concertos para violino (Amadeus)
- Ysaÿe, Sonate op.27 (Decca)
- Brahms, Sonate para violino e viola (Decca)
- "Capriccio", Recital (Decca)
- Respighi, Dallapiccola, Petrassi, Concertos para violino (Sony Classical)
- Casella, Castelnuovo Tedesco, Concertos para violino (Sony Classical)